# Ивлева, Вера Александровна
Ве́ра Алекса́ндровна И́влева (18 сентября 1943 — 8 января 1999, Москва) — советская и российская актриса театра и кино.

## Биография
Вера Кислаева родилась 18 сентября 1943 года в семье, далёкой от искусства, однако всегда мечтала только об актёрской профессии. Отец — Александр Александрович Кислаев, мать — Татьяна Дмитриевна. Окончила Высшее театральное училище имени М. С. Щепкина в 1967 году. Работала в Московском областном театре драмы, в Театре миниатюр.
С 1973 года — актриса Театра имени Ленинского комсомола (позднее — «Ленкома»).
Актриса ярко выраженного комического дарования, она играла в основном в эпизодах, однако создавая при этом незабываемые характеры соседок, служанок, тёток.
В кино актриса пришла в середине 1960-х годов, дебютировав в роли Ткачихи в «Сказке о царе Салтане». Затем были Нюра («Чёрт с портфелем»), Лидуха («Иванов катер»), Шура («Улица без конца»), участие в комедиях Гайдая, а также в фильмах «Вакансия», «Прости меня, Алёша», «Жизнь по лимиту», «Процесс», «Облако-рай», «Я свободен, я ничей» и других кинолентах.

### Последние годы жизни[2]
Злой рок преследовал актрису в последние годы. В 1995 году её впервые сбил автомобиль, но Ивлева отделалась испугом. Через несколько месяцев, в 1996 году, её вновь сбили, когда она переходила дорогу в неустановленном месте. В итоге Ивлеву доставили в больницу с многочисленными травмами и сильным ушибом головы. В результате второго ДТП у неё стало проявляться нервное заболевание. Также Вера страдала от астмы и малокровия.
Третий наезд, произошедший 8 января 1999 года в Москве, оказался для Веры Ивлевой роковым: 55-летнюю актрису на высокой скорости сбил насмерть автомобиль, причём водитель, чтобы замести следы, закопал тело в снег — его нашли лишь в марте в районе лесополосы, оно было сильно обглодано бездомными собаками. Преступник так и не был найден. Похоронена в закрытом гробу рядом с братом-близнецом, Александром Кислаевым (1943—1984), на Машкинском кладбище в Химках Московской области.

## Личная жизнь
Первый муж — офицер Дмитрий Ивлев. От этого брака родилась дочь Ольга, окончила физико-математический факультет педагогического института. После расставания с Ивлевым сожительствовала с художником-гримёром Наумом Владимировичем Маркзицером (род. 1945) до тех пор, пока тот не эмигрировал в США. Затем встречалась с Яковом Левитаном, внучатым племянником легендарного диктора Всесоюзного радио Юрия Левитана.

## Увековечивание памяти
После публикаций в «Экспресс-газете» летом 2011 года по распоряжению главы города Химки работники Машкинского кладбища навели на могиле Веры Ивлевой порядок: установили ограду и новый крест взамен сломанного. 19 мая 2012 года Благотворительный фонд имени Михаила Ульянова, «Общество некрополистов» и поклонники актрисы установили на её могиле памятник. 2 июня 2012 года состоялось торжественное открытие памятника.

## Фильмография
| Год  |     | Название                                                             | Роль                                   |
| ---- | --- | -------------------------------------------------------------------- | -------------------------------------- |
| 1965 | ф   | Лебедев против Лебедева                                              | Имя персонажа не указано               |
| 1965 | ф   | Приезжайте на Байкал                                                 | клиентка парикмахерской (нет в титрах) |
| 1966 | ф   | Сказка о царе Салтане                                                | Ткачиха                                |
| 1966 | ф   | Чёрт с портфелем                                                     | колхозница Нюра                        |
| 1967 | ф   | Разбудите Мухина!                                                    | студентка                              |
| 1968 | ф   | В горах моё сердце                                                   | Имя персонажа не указано               |
| 1973 | ф   | Иванов катер                                                         | Лидуха, жена Васи                      |
| 1976 | ф   | Будёновка                                                            | Имя персонажа не указано               |
| 1976 | ф   | Двенадцать стульев                                                   | Фима Собак                             |
| 1976 | ф   | Житейское дело                                                       | Имя персонажа не указано               |
| 1976 | ф   | Мама                                                                 | Овца                                   |
| 1978 | ф   | Когда я стану великаном                                              | покупательница «лишнего билетика»      |
| 1978 | ф   | Ералаш                                                               | Царевна-Несмеяна                       |
| 1979 | ф   | Шкура белого медведя                                                 | Имя персонажа не указано               |
| 1979 | тф  | Жил-был настройщик                                                   | Зиночка                                |
| 1980 | ф   | Если бы я был начальником                                            | Имя персонажа не указано               |
| 1980 | ф   | За спичками                                                          | Анна-Кайса                             |
| 1981 | ф   | Вакансия                                                             | Стеша, горничная девушка               |
| 1982 | кор | Вы чьё, старичьё?                                                    | Зина                                   |
| 1982 | ф   | Берегите мужчин!                                                     | таксистка                              |
| 1982 | ф   | Спортлото-82                                                         | проводница                             |
| 1982 | ф   | Путешествие будет приятным                                           | Людмила                                |
| 1983 | ф   | Подросток                                                            | Марья                                  |
| 1983 | ф   | Прости меня, Алёша                                                   | Имя персонажа не указано               |
| 1985 | ф   | Солнце в кармане                                                     | Ирина Петровна, учительница Ани        |
| 1985 | ф   | Опасно для жизни!                                                    | буфетчица                              |
| 1985 | ф   | Дороги Анны Фирлинг                                                  | крестьянка                             |
| 1988 | ф   | За всё заплачено                                                     | мать солдата                           |
| 1988 | ф   | Клад                                                                 | Имя персонажа не указано               |
| 1989 | ф   | Жизнь по лимиту                                                      | Имя персонажа не указано               |
| 1989 | ф   | Процесс                                                              | Грачева                                |
| 1989 | ф   | Праздник ожидания праздника                                          | Имя персонажа не указано               |
| 1989 | ф   | Частный детектив, или Операция «Кооперация»                          | Пиратова                               |
| 1990 | ф   | Облако-рай                                                           | скупщица Колиной мебели                |
| 1991 | ф   | Детство Тёмы                                                         | Химка                                  |
| 1991 | ф   | Люк                                                                  | Имя персонажа не указано               |
| 1992 | ф   | На Дерибасовской хорошая погода, или На Брайтон-Бич опять идут дожди | продавщица                             |
| 1992 | ф   | Наш американский Боря                                                | Имя персонажа не указано               |
| 1992 | ф   | Похитители воды                                                      | Имя персонажа не указано               |
| 1992 | ф   | Прощение                                                             | Имя персонажа не указано               |
| 1994 | ф   | Я свободен, я ничей                                                  | Имя персонажа не указано               |
| 1994 | ф   | Воровка                                                              | уборщица в адвокатской конторе         |
| 1996 | с   | Клубничка                                                            | Фаина Петровна                         |
| 1998 | ф   | Ералаш                                                               | баба Вера, уборщица в школе            |
| 1999 | ф   | Затворник                                                            | женщина с ведром                       |